# Бад Александерсбад
Бад Александерсбад (њем. Bad Alexandersbad) општина је у њемачкој савезној држави Баварска. Једно је од 17 општинских средишта округа Вунзидел (Фихтел). Према процјени из 2010. у општини је живјело 1.204 становника. Посједује регионалну шифру (AGS) 9479111.

## Географски и демографски подаци
Бад Александерсбад се налази у савезној држави Баварска у округу Вунзидел (Фихтел). Општина се налази на надморској висини од 578 метара. Површина општине износи 8,9 km². У самом мјесту је, према процјени из 2010. године, живјело 1.204 становника. Просјечна густина становништва износи 135 становника/km².